# Anja Ignatius
Anja Ignatius (née le 2 juillet 1911 à Tampere; † 10 avril 1995 à Helsinki) est une violoniste et professeur de musique finlandaise.

## Biographie
Anja Ignatius est la fille de Bengt Ignace (1882-1944), un ingénieur, et d'Elvi Lagus (1885-1959). Elle a commencé l'étude du violon à l'âge de 5 ans, d'abord auprès de Ilmari Weneskoski et Gennaro Romano, puis à partir 1925 au Conservatoire de Paris et de 1927 jusqu'en 1929 auprès d'Otakar Ševčík. Grâce à l'appui de Bruno Walter, elle s'est perfectionnée auprès de Carl Flesch à Berlin.
Anja Ignatius a fait ses débuts de soliste en 1926 à Helsinki. En 1930 elle s'est produite à Berlin avec la Sonate des trilles du Diable de Giuseppe Tartini et des pièces choisies de Jean Sibelius. La même année, elle a joué pour la Radio suédoise le concerto pour violon de Sibelius, sous la direction du compositeur en personne. En 1938-39, Anja Ignatius a entrepris une tournée de concerts aux USA avec l'Orchestre symphonique de Boston. En janvier 1943, elle enregistrait le concerto pour violon de Sibelius avec le Städtischen Orchester Berlin, sous la direction d'Armas Järnefelt, beau-frère de Sibelius. Au cours de sa carrière, elle a interprété ce concerto plus d'une centaine de fois en moins de quarante ans.
De 1953 à 1961 Anja Ignatius a dirigé le Helsinki Quartet. De 1955 à 1978, elle a été professeur de violon à l'Académie Sibelius à Helsinki. En 1958, elle a créé en Finlande le Concerto à la mémoire d'un ange d'Alban Berg.

## Prix et récompenses
Anja Ignatius a reçu la médaille Pro Finlandia en 1948.

## Source de la traduction
- (de) Cet article est partiellement ou en totalité issu de l’article de Wikipédia en allemand intitulé « Anja Ignatius » (voir la liste des auteurs).